# Yibeljoj
Yibeljoj es una localidad del municipio de Chenalhó, ubicado en la región de Los Altos del estado mexicano de Chiapas.

## Geografía
La localidad de Yibeljoj se sitúa en las coordenadas geográficas 16°57′26″N 92°30′13″O / 16.957222, -92.503611, a una elevación de 1,482 metros sobre el nivel del mar.

## Demografía
Según el Conteo de Población y Vivienda 2005, efectuado por el Instituto Nacional de Estadística y Geografía, Yibeljoj tenía 1432 habitantes, en 2010 la población era de 1286 habitantes, y para 2020 había 278 habitantes, de los cuales 148 son del sexo masculino y 130 del sexo femenino.
| Gráfica de evolución demográfica de Yibeljoj entre 2005 y 2020 |
|                                                                |
| INEGI.                                                         |